# Unified Requirements for Polar Class Ships

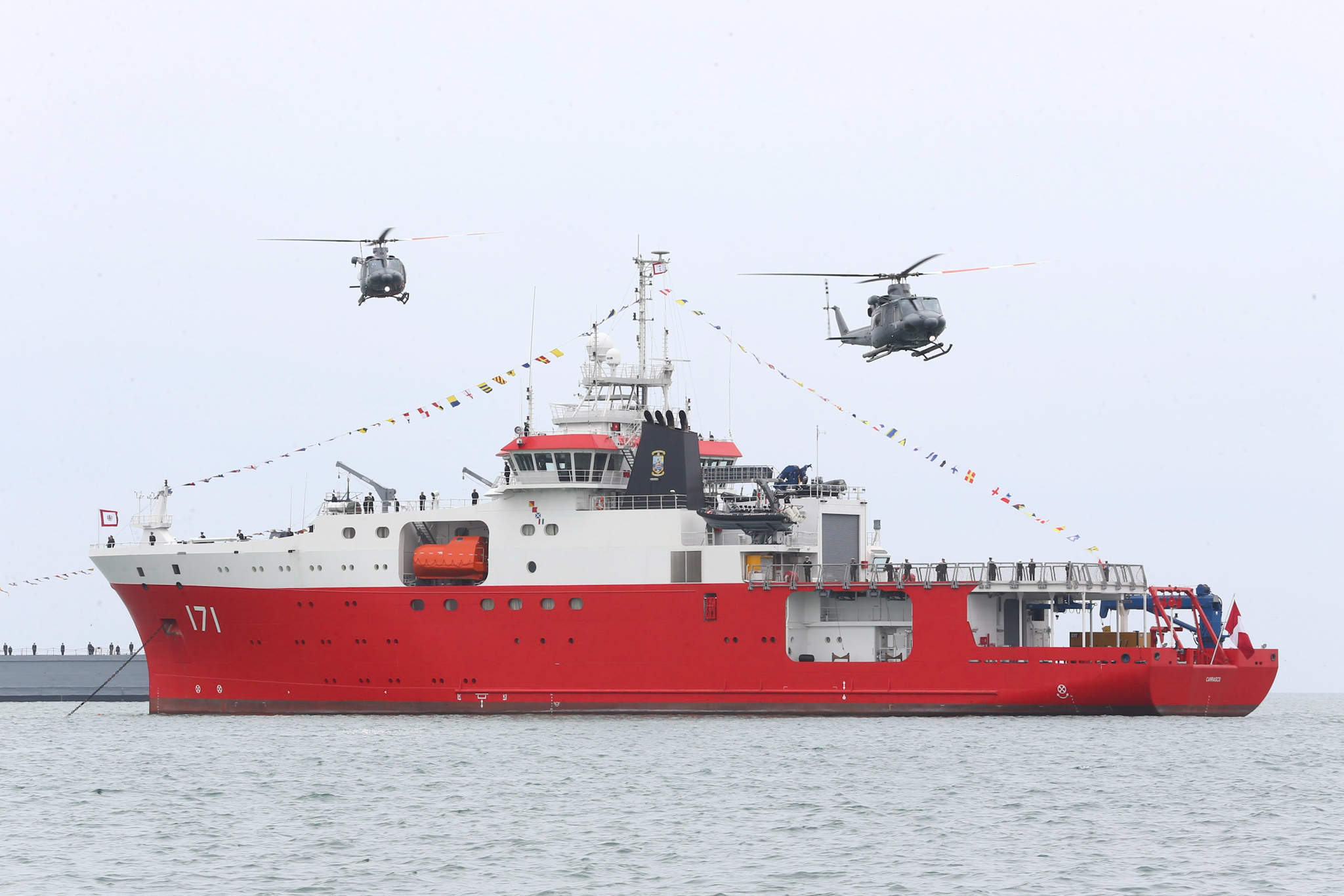
Det peruanska forskningsfartyget BAP Carrasco
sjösattes 2016 och har polarklass 7

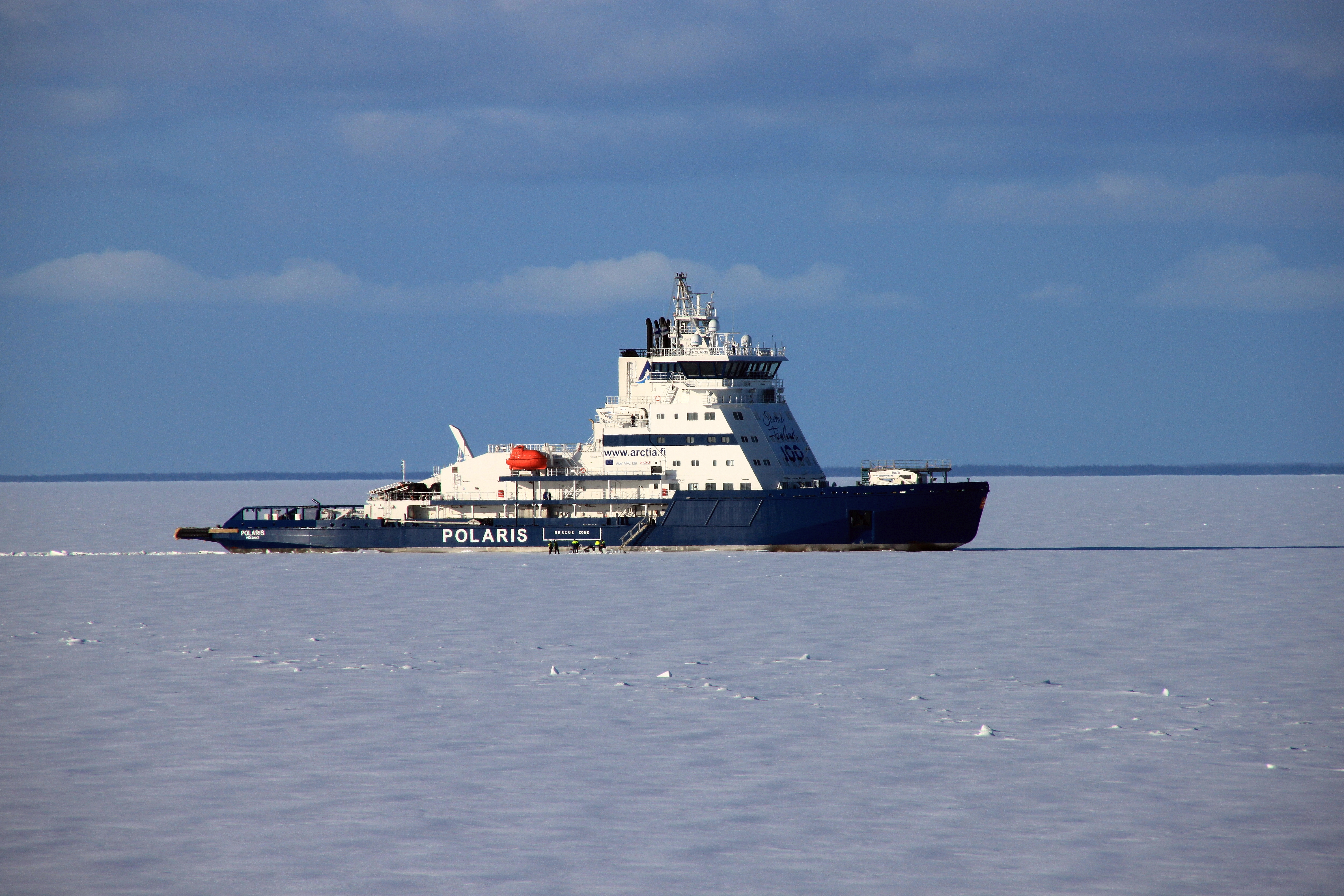
Den finländska isbrytaren Polaris sjösattes 2016 och har polarklass 4

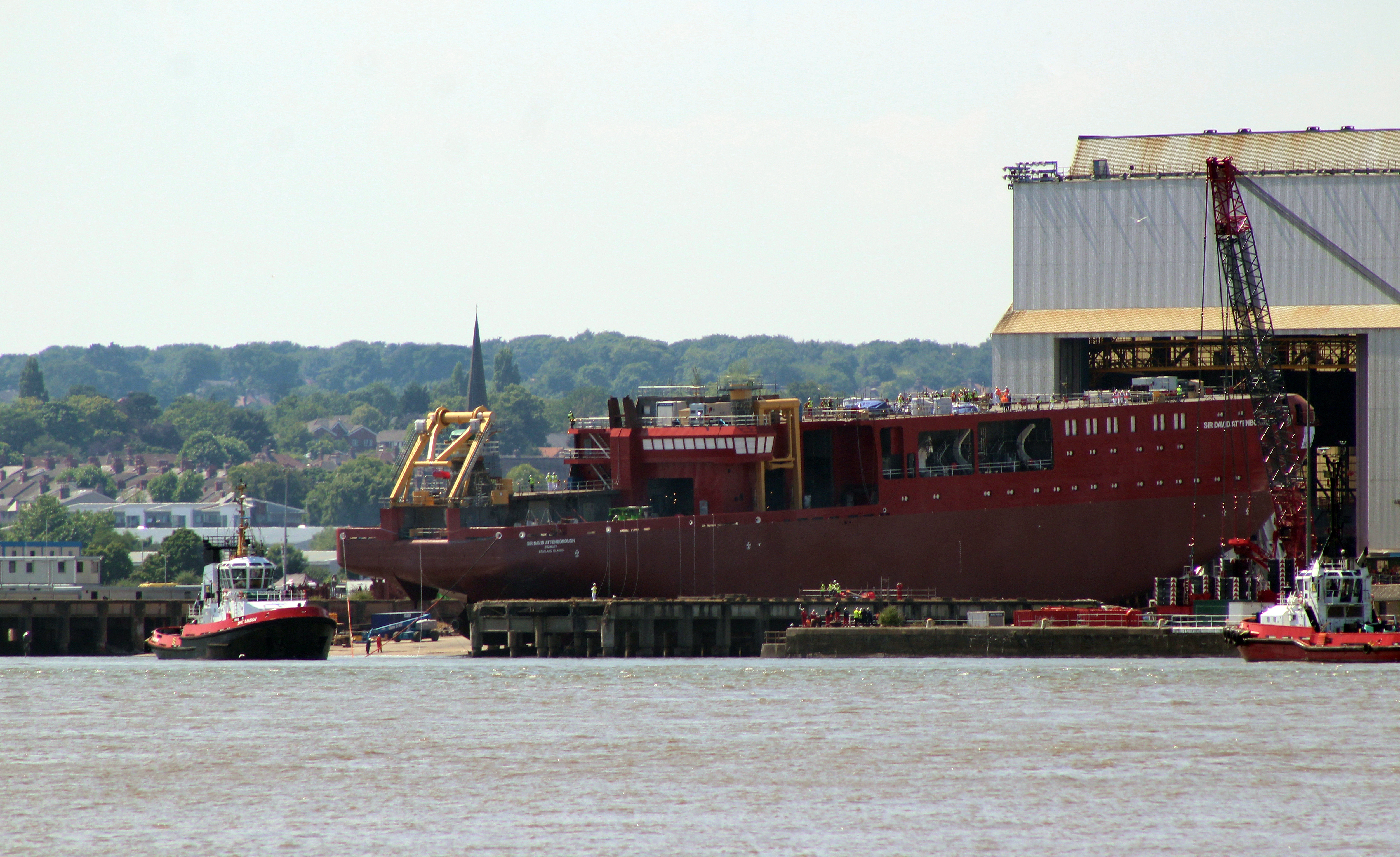
Det brittiska forskningsfartyget RRS Sir David Attenborough sjösattes i juli 2018 och har polarklass 4

Unified Requirements for Polar Class Ships är ett system för isklasser för polarfartyg, som upprätthålls av International Association of Classification Societies (IACS).
Fartyg kan klassificeras i en av sju polarklasser från PC 1 (Polar Class 1) för åretruntseglats i alla polarhav till PC 7 för seglats under sommar och höst i tunn förstaårsis.
IACS polarklassregler har utarbetats för att harmonisera med de olika isklassregler som de olika klassningssällskapen tidigare utarbetat och för att komplettera International Code for Ships Operating in Polar Waters ("Polar Code", "polarkoden") som antogs 2014 av International Maritime Organization (IMO). Denna reglerar vissa aspekter på sjöfart i polarområdena, särskilt beträffande navigering och fartygskonstruktion.

## Bakgrund
Utarbetandet av polarklassreglerna påbörjades på 1990-talet. De första polarklassreglerna fastställdes 2007. 
Före fastställandet av de enhetliga reglerna hade varje klassningssällskap en egen uppsättning isklassregler, från reglerna för Finsk-svensk isklass för förstaårsis i Östersjön till skilda regelsystem för polarisbrytare. Vid utarbetandet av polarklassreglerna överenskoms att den högsta polarklassen PC 1 skulle medge seglats överallt i arktiska hav under hela året, medan den lägsta polarklassen PC 7 sattes på samma nivå som Finsk-svensk isklass IA.

## Polarklasser
| Polarklass | Beskrivning av isförhållanden (baserad på WMO:s havsisnomenklatur )                    |
| ---------- | -------------------------------------------------------------------------------------- |
| PC 1       | Åretruntdrift i alla polarvatten                                                       |
| PC 2       | Åretruntdrift i måttliga isförhållanden med flera år gammal is                         |
| PC 3       | Åretruntdrift i andraårsis som kan innehålla flera år gammal is                        |
| PC 4       | Åretruntdrift i tjock förstaårsis som kan innehålla element av gammal is               |
| PC 5       | Åretruntdrift i mellantjock förstaårsis som kan innehålla element av gammal is         |
| PC 6       | Sommar- och höstdrift i mellantjock förstaårsis som kan innehålla element av gammal is |
| PC 7       | Sommar- och höstdrift i tunn förstaårsis, vilken kan innehålla element av gammal is    |

## Polarklassade fartyg, i drift eller planerade, i urval
IACS polarklassregler gäller för fartyg som kontrakterats för byggande från och med den 1 juli 2007. Äldre fartyg kan ha en likvärdig eller högre standard för gång i is, men de har inte formellt en polarklass. Ryska fartyg och isbrytare är heller inte klassificerade efter IACS polarklassregler, utan efter regler som fastställs av Russian Maritime Register of Shipping, vilket upprätthåller sitt eget, parallella isklassningssystem.
- PC 7 BAP Carrasco (2017)
- PC 6 Borrningsfartyget Stena Ice MAX (skrov: PC 4, 2012), kryssningsfartyget Hondius (2019)
- PC 5 S.A. Agulhas II (2012), R/V Sikuliaq (2014), Antártica I (2022), kryssningsfartygen SH Minerva och SH Vega (2021, 2022)
- PC 4 Bulktankern Nunavik (2014), Isbytaren Polaris (2017),[2] RRS Sir David Attenborough (2019)
- PC 3 Bulklastfartygen Audax och Pugnax (2016), R/V Kronprins Haakon (2018), M/V Xue Long 2 (2019), R/V Nuyina (2020)
- PC 2 Kryssningsfartyget M/S Commandant Charcot (2021),[3] isbrytaren CCGS John G. Diefenbaker (2022)[4][5]
- PC 1